# Малаховское сельское поселение (Рязанская область)
Мала́ховское се́льское поселе́ние —муниципальное образование (сельское поселение) в Клепиковском районе Рязанской области, существовавшее с 2006 по 2017 год.
Административный центр — село Малахово.

## История
Малаховское сельское поселение образовано в 2006 г.
На территории Малаховского сельского поселения в находится урочище Курша-2, на месте которого находился одноимённый посёлок, уничтоженный пожаром в 1936 г.
Законом Рязанской области от 11 мая 2017 года № 28-ОЗ, были преобразованы, путём их объединения, Малаховское и Колесниковское сельские поселения — в Колесниковское сельское поселение с административным центром в деревне Колесниково.

## Население
| 2010 | 2012 | 2013 | 2014 | 2015 | 2016 | 2017 |
| ---- | ---- | ---- | ---- | ---- | ---- | ---- |
| 444  | ↗452 | ↘448 | ↗465 | ↘440 | ↘404 | ↘392 |

## Состав сельского поселения
| № | Населённый пункт | Тип населённого пункта       | Население |
| - | ---------------- | ---------------------------- | --------- |
| 1 | Андроново        | деревня                      | ↘37       |
| 2 | Борисково        | деревня                      | ↘57       |
| 3 | Ветчаны          | деревня                      | ↘65       |
| 4 | Иванково         | деревня                      | ↘16       |
| 5 | Култуки          | деревня                      | ↘27       |
| 6 | Малахово         | село, административный центр | ↘238      |
| 7 | Сергеевка        | деревня                      | ↘4        |